# Gorjansko
Gorjansko je gručasto naselje v Občini Komen.

## Lega kraja
Gorjansko je kraško naselje, ki leži 3 km jugozahodno od Komna, ob križišču ceste, katere en krak pelje proti Brjam in Brestovici, drugi krak pa proti obmejnemu naselju Prečnik oziroma Šempolaju v Italiji.
V vasi so kaverne iz prve svetovne vojne. Ob vaškem pokopališču, ob cesti, ki pelje proti Klancu, pa leži veliko vojaško pokopališče iz prve svetovne vojne.

## Zgodovina
Prvi znani podatki o Gorjanskem segajo v srednji vek, ko so se tu naselili lastniki samostana iz Rožca. V 18. stoletju so postali lastniki posesti Devinski grofje, ki so imeli v lasti župo z imenom Gorjansk, v katero so spadale današnje vasi Gorjansko, Volčji Grad, Ivanji Grad in Brje pri Komnu.
Župnijska cerkev sv. Andreja je postavljena na ostankih manjše gotske cerkvice. Leta 1896 so cerkev gradbeno preuredili. Prejšnji gotski prezbiterij je sedaj zakristija. Današnjo podobo pa je cerkev dobila po obnovi in poslikavah v letih 1955–1963. Poslikave je napravil slikar Tone Kralj.
Gorjansko je znano iz časov prve svetovne vojne, ko so bile tu vojaške postojanke, bolnišnice in večje vojaško pokopališče.
Na območju Soške fronte in tudi v zaledju je po bojih ostalo veliko grobov, pokopališč in različnih spominskih znamenj. Samo na ožjem Goriškem je bilo po 1. svet. vojni okoli 200 vojaških pokopališč. Med vojnama so italijanske oblasti pokopališča urejale in preuredile. Zgradili so kostnice na Sredipolju, Oslavju in Kobaridu in vanje prenesli ostanke italijanskih vojakov z opuščenih pokopališč. Uredili pa so tudi pokopališča avstro-ogrskih vojakov. Največje tako pokopališče na območju Slovenije je v Gorjanskem, kjer je pokopanih prek 10.000 avstro-ogrskih vojakov različnih narodnosti.
V Gorjanskem sta bila rojena slovenski jezikoslovec in etnolog Karel Štrekelj (1859–1912) ter kmetijski strokovnjak Anton Štrekelj(1875–1943).

## Zanimivosti
- Kal, kraška kotanja z vodo
- Pil, kamnito cerkveno znamenje, postavljeno leta 1900 z namenom, da bi varovalo popotnike
- Napajalnik, zbiralnik vode z napajalnimi koriti, postavljen leta 1903. Voda se zbira v cisterni s prostornino 630 m³.
- Vojaško pokopališče
- Rojstna hiša Karla Štreklja
- Cerkev sv. Andreja